# Жабоядна змия на Линей
Жабоядните змии на Линей (Xenodon severus) са вид влечуги от семейство Смокообразни (Colubridae).
Разпространени са в северната част на Южна Америка.
Таксонът е описан за пръв път от шведския ботаник и зоолог Карл Линей през 1758 година.